# Вейнгарде, Франк
Франк Вейнгарде (нидерл. Frank Wijngaarde; 14 августа 1939, Аруба, Кюрасао и зависимые территории — 8 декабря 1982, Парамарибо, Суринам) — нидерландский журналист креольского происхождения, сотрудник суринамской радиостанции A.B.C.. Жертва Декабрьских убийств.

## Биография
Франк Вейнгарде родился на Арубе 14 августа 1939 года. Он был последовательным сторонником демократии. В юности, вместе с Балом Умравсингхом и Низаром Макдумбаксом, стал членом Молодежной ассоциации Суринама «Манан» в Гааге. В Нидерландах Вейнгарде работал корреспондентом газеты и изучал политологию. В 1975 году вернулся в Суринам, где продолжил работать журналистом.
В 1982 году он был принят в штат суринамской радиостанции A.B.C. и своими правдивыми репортажами вызвал недовольство путчистов, установивших в стране военный режим после переворота в 1980 году. Рано утром 8 декабря 1982 года Вейнгарде, в числе шестнадцати противников диктатуры в Суринаме, был схвачен военными и доставлен в тюрьму в Форт-Зеландия, где его подвергли жестоким пыткам. Пятнадцать граждан были убиты путчистами на территории тюрьмы. Среди них Вейнгарде оказался единственным гражданином Нидерландов. Из всех, кто был в тот день схвачен, выжил только Фредди Дерби.
Через несколько дней после убийства, тело журналиста было передано его родственникам. В ходе осмотра было установлено, что у Вейнгарде сломана челюсть и выбиты зубы, на теле и лице были заметны следы от истязаний, на лице был след от пулевого ранения. Его отцу Эдгару Вейнгарде, бывшему министру финансов Суринама, дали два часа на погребение убитого сына. После похорон на кладбище Аннетес-Хофф в Парамарибо, отцу, вдове и детям убитого журналиста, пришлось сразу эмигрировать в Нидерланды.
В декабре 1992 года в Суринаме состоялась гражданская панихида по жертвам Декабрьских убийств. Более двадцати человек, выживших во время репрессий режима, в том числе Эдгар Вейнгарде, смогли присутствовать на ней, вернувшись в Суринам. В 1996 году министр иностранных дел Нидерландов Ханс ван Мирло напомнил суринамскому правительству об убийстве нидерландского гражданина и от имени членов его семьи потребовал провести расследование. Его призыв был услышан, и 30 ноября 2007 года был начат судебный процесс против подозреваемых в Декабрьских убийствах.